# Østrig-Ungarn
Dobbeltmonarkiet Østrig-Ungarn, også kaldet Habsburgske monarki eller Donaumonarkiet, er benævnelsen på den stat som bestod af kejserriget Østrig og kongeriget Ungarn, som var forenet i en personalunion i årene 1867-1918. Hele det officielle navn lød Die im Reichsrat vertretenen Königreiche und Länder und die Länder der heiligen ungarischen Stephanskrone.
Til den østrigske del hørte de Habsburgske Arvelande, Bøhmen, Mähren, Østrigsk Schlesien, Galicien og Lodomerien, Bukovina, Salzburg, Slovenien og de kroatiske landsdele Istrien og Dalmatien. Det egentlige Ungarn, som omfattede det nuværende Slovakiet, udgjorde sammen med Siebenbürgen (Transsylvanien) og de kroatiske landsdele Slavonien og Centralkroatien den ungarske del af riget. Bosnien-Hercegovina var fra 1908 styret af Østrig og Ungarn i fællesskab, et såkaldt kondominium.
På en strækning udgjordes grænsen mellem de to rigsdele af floden Leitha, af hvilken grund de østrigske rigsdele også kaldtes Cisleithanien og de ungarske rigsdele kaldtes Transleithanien. Udgangspunktet for denne opdeling i på denne side (Cis-) og på den anden side (Trans-) var naturligvis Wien.
Baggrunden for dannelsen af personalunionen var et kompromis (tysk: Ausgleich) mellem tyskerne i Østrig og magyarerne i Ungarn. Selv om tyskerne udgjorde mindre end halvdelen af befolkningen i Østrig og magyarerne tilsvarende i Ungarn, havde de to grupper kontrol over de andre folkeslag i områderne, nemlig slovenere, tjekker, polakker og rutenere i Østrig og slovakker, kroater, serbere og transsylvanere i Ungarn, som stort set udgjorde underklassen i landet, og som af den tyske og ungarske befolkning blev set på som barbarer uden kultur.
De østrigske og ungarske dele af personalunionen var ellers ligestillede, de havde deres egne parlamenter og forfatninger og brugte deres egne sprog, og blandede sig ikke i hinandens anliggender. De var kun knyttet sammen gennem deres fælles hersker.

## Befolkning
Østrig-Ungarn havde i 1910 en yderst sammensat befolkning:
- 12,0 mio. tyskere
- 10,1 mio. ungarere
- 4,0 mio. russere og rutenere
- 5,0 mio. polakker
- 8,4 mio. tjekker og slovakker
- 5,7 mio. serbere, kroater og slovenere
- 0,7 mio. italienere
- 2,3 mio. øvrige

Den befolkningsmæssige sammensætning fik stor betydning for opløsningen af det Østrig-ungarske dobbeltmonarki, idet der fra midten af 1800-tallet var en voksende national bevidsthed og samtidig en panslavisk bevægelse, der sigtede mod en frigørelse af de slaviske befolkningselementer fra den tysksprogede overhøjhed.

## Geografi

### Administrativ inddeling og lande
| Karte Österreich-Ungarns | |
| \| - Cisleithanien \| \| \| 1. Böhmen 2. Bukovina 3. Kärnten 4. Krain 5. Dalmatien 6. Galicien og Lodomerien 7. Østrigske kystland (det fælles forvaltningsområde for Görz, Trieste og Istrien) 8. Österreich unter der Enns eller Niederösterreich \| 9. Mähren 10. Salzburg 11. Østrigske Schlesien 12. Steiermark 13. Tyrol 14. Österreich ob der Enns eller Oberösterreich 15. Vorarlberg \| \| - Transleithanien \| \| \| 16. Ungarn med Vojvodina og Siebenbürgen \| 17. Kroatien og Slavonien \| \| - 18. Bosnien og Hercegovina \| \| | |
| - Cisleithanien | |
| 1. Böhmen 2. Bukovina 3. Kärnten 4. Krain 5. Dalmatien 6. Galicien og Lodomerien 7. Østrigske kystland (det fælles forvaltningsområde for Görz, Trieste og Istrien) 8. Österreich unter der Enns eller Niederösterreich | 9. Mähren 10. Salzburg 11. Østrigske Schlesien 12. Steiermark 13. Tyrol 14. Österreich ob der Enns eller Oberösterreich 15. Vorarlberg |
| - Transleithanien | |
| 16. Ungarn med Vojvodina og Siebenbürgen | 17. Kroatien og Slavonien |
| - 18. Bosnien og Hercegovina | |

| Land                              | Hovedstad (Indbyggertal) | Areal (km²) | Indbyggertal |
| --------------------------------- | ------------------------ | ----------- | ------------ |
| Kongeriget Böhmen                 | Prag (224.000)           | 51.948      | 6.769.000    |
| Kongeriget Dalmatien              | Zadar (14.000)           | 12.833      | 646.000      |
| Kongeriget Galicien og Lodomerien | Lemberg (206.000)        | 78.493      | 8.025.000    |
| Ærkehertugdømmet Niederösterreich | Wien (2.031.000)         | 19.822      | 3.532.000    |
| Ærkehertugdømmet Oberösterreich   | Linz (71.000)            | 11.981      | 853.000      |
| Hertugdømmet Bukovina             | Czernowitz (87.000)      | 10.442      | 800.000      |
| Hertugdømmet Kärnten              | Klagenfurt (29.000)      | 10.327      | 396.000      |
| Hertugdømmet Krain                | Ljubljana (47.000)       | 9.955       | 526.000      |
| Hertugdømmet Salzburg             | Salzburg (36.000)        | 7.153       | 215.000      |
| Hertugdømmet Schlesien            | Opava (31.000)           | 5.147       | 757.000      |
| Hertugdømmet Steiermark           | Graz (152.000)           | 22.426      | 1.444.000    |
| Markgrevskabet Mähren             | Brno (126.000)           | 22.222      | 2.622.000    |
| Fyrstelige grevskab Tyrol         | Innsbruck (53.000)       | 26.683      | 946.000      |
| Østrigsk-illyriske kystland       | Trieste (161.000)        | 7.969       | 895.000      |
| Vorarlberg                        | Bregenz (9.000)          | 2.601       | 145.000      |

| Land                             | Hovedstad(Indbyggertal) | Areal (km²) | Indbyggertal |
| -------------------------------- | ----------------------- | ----------- | ------------ |
| Kongeriget Ungarn                | Budapest (882.000)      | 282.297     | 18.265.000   |
| Kongeriget Kroatien og Slavonien | Zagreb (80.000)         | 42.534      | 2.622.000    |
| Fiume med omland                 | Rijeka (39.000)         | 21          | 48.800       |

| Land                | Hovedstad (Indbyggertal) | Areal (km²) | Indbyggertal |
| ------------------- | ------------------------ | ----------- | ------------ |
| Bosnien-Hercegovina | Sarajevo (52.000)        | 51.082      | 1.932.000    |

### Sammenligning med nutiden
I sammenligning med nutidens politiske kort har hele eller dele af nedenstående i dag selvstændige lande under dele af sin historie været en del af Østrig-Ungarn.
- Bosnien og Hercegovina
- Italien
- Kroatien
- Montenegro
- Polen
- Rumænien
- Serbien
- Slovakiet
- Slovenien
- Tjekkiet
- Ukraine
- Ungarn
- Østrig

I sammenligning med nutidens politiske kort har hele eller dele af nedenstående i dag eksisterende områder under dele af sin historie været en del af Østrig-Ungarn.
- Bukovina (Rumænien, Ukraine)
- Galizien (Polen, Ukraine)
- Kotorbugten (Kroatien, Serbien)
- Sydtyrol (Italien)
- Transsylvanien (Rumænien)
- Trieste og mindre områder i det østligste Italien.
- Vojvodina (Serbien)

## Parlament og politik
Det østrig-ungarske parlament var omkring 1900 et typeeksempel på den politiske hårdknude, der opstår, når fløjpolitiske og nationalpolitiske bevægelser krydser hinanden. Den daværende partigruppering så i hovedtræk således ud:
Højreblokken:
- Ungtjekkiske klub: 61 medlemmer
- Polske gruppe: 59 medlemmer
- Slavisk-kristelige forbund (slovener m.fl.): 34 medlemmer
- Katolske folkeparti (tyske alpeområder m.v.): 27 medlemmer
- Tjekkisk-konservative jordadel: 19 medlemmer
- Klerikale (kirkelige) centrum: 5 medlemmer
- Rumæner: 5 medlemmer

Centrumblokken:
- Italienske klub: 19 medlemmer
- Polsk-kristelige folkeparti: 4 medlemmer

Venstreblokken:
- Tyske folkeparti: 40 medlemmer
- Tyske fremskridtsparti: 35 medlemmer
- Forfatningsforsvarende (tyske) jordadel: 28 medlemmer
- Kristeligt-sociale (antisemitter): 27 medlemmer
- Socialdemokrater: 15 medlemmer
- Frie tyske forbund: 10 medlemmer
- Schönerer-gruppen: 6 medlemmer
- Polske folkeparti: 4 medlemmer
- Uafhængige rutener: 2 medlemmer

Med denne sammensætning var ethvert parlamentarisk virke i traditionel forstand umuligt. En samtidig, yderst farverig, fremstilling beskriver forholdene således:
"Det hovedsagelige bånd, der sammenbinder venstre, er tyskheden, hvilken da også i oprørte tider befindes at have stor kraft. Men denne tyskhed er stærkt splittet i smågrupper, som strides om ledelsen, og den indeholder så stærkt adskilte, uforsonlige elementer som fideikommisærer, antisemitter og socialdemokrater. En samvirken af en sådan koalition er i længden helt umulig."
Fraset nogle "vilde" (dvs. løsgængere) på begge fløje – deriblandt den fremtrædende socialpolitiker Ferdinand Kronawetter i Wien – samt fraset den besynderlige centrumbloks vaklen mellem begge sider, har det slavisk-klerikale højre en overvægt af en flok stemmer, og dets sammensætning er mindre unaturlig. Højre beherskes af to store principper: den slaviske solidaritet (=tyskhad) og den katolske klerikalisme, som fra den tyske lejr har lokket næsten 30 overløbere. Den pavelige kirke er en vældig, sammenholdende magt, og selv den partipolitiske panslavinisme kan under sprogfejderne udrette vidunderlige ting.
Længst til højre sidder polakkernes tætte falang. Der findes næppe nogen arvtagere af lysende historiske navne, men desto mere af den nyadlede bourgeosi, scartabella, som med guld og forgyldning har adlet sit stamtræ og som suger sin fede most ud af petroleumsbrønde og destilleringsfade. Deres nærmeste naboer er de ligeså talrige ungtjekker, der kalder sig selv radikale og for ikke længe siden lyst i band af regeringen. Nu fortiden kurtiserer de regeringen for at få pladser blandt ministerporteføljerne og på rigspresidiets tre stole; de har gode talere, fx Pacak, Herold, Kramarz, Engel m.fl., men er rede til at sælge folkedannelsen til den katolske kirke mod en bøhmisk kongetitel og har i fristelsens stund ikke kunnet modstå det selviste magtbegær.
I midten og på venstre side af rigsdagsbænkenes fjedre udbreder sig det tyske sprogelement, skiftende i alle regnbuens farver, her og der afbrudt af de pletter, som dannes af den tjekkiske højadel, sydslaver og italienere. Adskillige bænke fyldes af den tyske Grossgrundbesitz, en Auersperg, Kielmansegg, Spens, Stürghk m.fl.; de tilhører for nærværende hans majestæt kejserens mest trofaste opposition, men vogter sig som "forfatningstrofaste" repræsentanter for den første valkurian at drive oppositionen for langt, derudi lig sine tjekkiske standsbrødre, fyrst Friedrich Schwarzenberg & Co. Ved siden af nogle klerikale med frodige maver, indskrumpede kinder og bløde rygge mærkes en gruppe landmænd i sorte langfrakker ved vejrbidt, solbrændt åsyn – det er det katolske folkeparti, robuste bønder fra Oberøsterreich, Salzkammergut og det hellige Tyrol; fortsat sovende og drømmende om Østrig som et helligt romersk rige, står de ej tilbage for et sydslavisk folkebrødrelav – ad majorem Leonis gloriam. Deres enfoldighed er stor, men deres snedighed måske større.
På den fjerneste rads to bænke huserer et lille tysk parti, som derimod fortsat fantaserer om Østrig som det tyske rige og som har taget den tyske patriotisme i entreprise. Partiet har fortsat navn efter sin herre og mester, den sit adelsdiplom fortabte slotsherre af Rosenau, Georg Schönerer, en vel polstret figur hvis røde, blussende kinder sladrer om både vinproduktion og vinkomsumption. Hele rigsdagspartiet kan rummes i en droske men skriger og larmer ligeså meget som alle de andre tilsammen.
Det yderste venstre optages af begge de radikale socialisters poler: de kristeligt sociale og socialdemokraterne. De førstnævnte ... ser virkeligt ud af hvad, de er: udannede borgere – lige fra den elegant klædte prins Alois Liechtenstein ned til Strobach, en husejer med udseende som en portvagt (Hausbesorger) – socialdemokraterne tilbyder også interessante personligheder, thi deres fornemmeste tyske folkeledere, Pernerstofer, Ellenbogen og Adler, er indtil videre besejret af den antisemitiske liga i hovedstaden. En lysende undtagelse er den unge Saszynski; han skriger ikke som de andre, men når han taler – og det gør han ofte – er der ligeså stille i salen, som når Bebel med udstrakt næve søger at samle sit brænde blandt den tyske rigsdags træhoveder."

## Ministre

### Fælles udenrigsministre
De habsburgske arvelande fik deres egen udenrigsminister i 1700-tallet. Østrig-Ungarn fortsatte med at have fælles udenrigsministre til 1918.
Denne liste er ufuldstændig; hjælp gerne med at udfylde den.
- 1753 – 1792: Wenzel Anton von Kaunitz
- 1793 – 1800: Franz Maria von Thugut
- 1809 – 1848: Klemens Wenzel von Metternich
- 1912 – 1915: Leopold Berchtold

### Ministerpræsidenter i østrigske del af riget
Denne liste er ufuldstændig; hjælp gerne med at udfylde den.
- 1911 – 1916: Karl von Stürgkh (kejser Franz Joseph 1.s næstsidste østrigske regeringsleder)
- oktober – november 1918: Heinrich Lammasch (kejser Karl 1.s sidste østrigske regeringsleder)

## Historie
Østrig-Ungarns historie var fuld af indre spændinger og ydre pres.
Dobbeltmonarkiets oprettelse skyldes nederlaget i krigen med Preussen 1866. Den 23. august sluttedes freden i Prag med Preussen og den 3. oktober i Wien med Italien. Østrig måtte både afstå Venetien og give afkald på sin ældgamle forbindelse med Tyskland. Disse nederlag gjorde de påbegyndte forhandlinger mellem rigsdelene endnu mere påtrængende. I februar 1867 fik den ny førsteminister Beust et forlig i stand med ungarernes førere, Deák og Andrassy, hvorefter Ungarns selvstændighed godkendtes, og monarkiets tvedeling gennemførtes. Samtidig sattes Østrigs forfatning på ny i kraft, og efter at i årets løb nærmere aftaler var truffet om fællessagernes afgørelse, indskrænkedes februarforfatningen ved love af 21. december til Østrig alene, men samtidig fik både rigsrådet og landdagene udvidet myndighed, og de almindelige borgerrettigheder udvidedes og sikredes. Fællessagerne for "Det østrig-ungarske Rige" var krigsvæsenet og udenrigsstyret, ledede hvert af sin fællesminister. Lovgivningsmagten for fællessagerne var hos delegationer fra de to staters lovgivende forsamlinger. De til fællesanliggenderne fornødne penge udrededes af hver stat i et ved overenskomst mellem de lovgivende forsamlinger fastsat forhold (i de første tiår fastsattes Ungarns andel til 30 %).

### Borgerministeriet
Et nyt ministerium ("Borgerministeriet"), der januar 1868 dannedes under fyrst Carlos Auersperg, styrede den østrigske stat i en tysk-liberal retning, og dermed oprandt et tidsrum, hvori Østrig ikke blot nød almindelig fremgang i åndelig og materiel henseende, men også fik gennemført en række indgribende reformer: folkeskolen frigjordes for afhængighed af det katolske præsteskab, ægteskabslovgivningen henlagdes igen under staten, og de afvigende trossamfunds stilling ordnedes, alt under stærke indsigelser fra det katolske præsteskab. Endvidere vedtoges almindelig værnepligt og 3 års tjenestetid, og edsvorneretter indførtes for politiske forseelser og presseforseelser. Stærkere end heraf prægedes dog disse og de følgende års politik af de nationale modsætninger. Den overvægt, tyskerne havde i rigsrådet, forbitrede slaverne, og tjekkerne gik så vidt i deres opposition, at de undlod at møde i rigsrådet og krævede samme stilling for Böhmen som for Ungarn. Flere ministerskifter foranledigedes herved, indtil det lykkedes Ministeriet Adolf Auersperg (1871—1879) at vinde polakkerne, så at det tjekkiske mindretal blev betydningsløst over for de forenede tyskere og polakker, et forhold, der yderligere blev styrket ved en ny valglov af marts 1873, som optog umiddelbare valg og derved gjorde underhuset uafhængigt af landdagenes sammensætning og samtidig forøgede medlemstallet og derved også tyskernes kunstige flertal.

### Ministeriet Adolf Auersperg
I sommeren 1870 havde Østrig som svar på dogmet om pavens ufejlbarhed ophævet konkordatet af 1855, og derved uddybet kløften mellem det katolske præsteskab og det tyske, liberale parti. 1874 lykkedes det at få gennemført et par love, hvorved statsmagten opnåede noget tilsyn med præsternes uddannelse og med kirkemidlernes anvendelse, men skønt begge rigsrådets huse 1876 enedes om en tredje, der indførte et statstilsyn med klostrene, modtog den ikke kejserlig stadfæstelse. Året 1870 havde også væsentlig påvirket Østrigs stilling udadtil. Beusts plan at tilvejebringe et forbund med Frankrig og Italien, for derved at sætte en stopper for udvidelsen af Preussens magt i Tyskland, faldt bort, fordi Frankrig fremkaldte krigen alt for tidligt og uden fornøden forberedelse. Østrig holdt sig derfor tilbage i streng neutralitet og fandt sig roligt i Det Tyske Riges oprettelse. Efter krigen nærmede Tyskland og Østrig sig hinanden, i 1871 afløstes udenrigsminister Beust, der var imod denne politik, af Bismarcks ven, ungareren Andrassy, og begge magter stod i nært forhold til Tysklands mangeårige ven, Rusland. Under Krigen mellem Rusland og Tyrkiet var der iblandt magyarerne en ret udbredt stemning for at hjælpe tyrkerne. Regeringen havde derimod, endnu før krigen udbrød, truffet en hemmelig aftale med den russiske om at besætte Bosnien og Herzegovina, når krigen var til ende. Dette billigedes også af de andre stormagter på Berlinerkongressen 1878 og sattes straks efter i værk, ja, Østrig-Ungarn besatte endog året efter Sandschaket Novibasar, der var af såvel politisk som økonomisk betydning for Østrig-Ungarns indflydelse på Balkan. Dermed skød Østrig-Ungarn sig ind imellem Montenegro og Serbien, til stor forbitrelse for disse staters serbiske befolkning, hvis holdning over for Østrig-Ungarn under indflydelse af panslavismen blev mere og mere fjendsk. Ruslands og Østrig-Ungarns rivaliseren på Balkan havde efter Berlinerkongressen som så ofte før fjernet dem fra hinanden, og da også Tysklands gamle venskab med Rusland fra samme tidspunkt var kølnet, indgik Tyskland og Østrig-Ungarn i 1879 et forbund, der i 1882 blev tiltrådt af Italien. Denne tripelalliance var et forsvarsforbund, ifølge hvis bestemmelser en allieret, der angribes af to uden for stående stormagter, skal have hjælp af de andre allierede, hvorimod disse kun er forpligtet til velvillig neutralitet, hvis den tredje tvinges til at erklære krig som følge af en uden for stående stormagts trusler (traktatens §§ 3 og 4).

### Ministeriet Taaffe
I februar 1879 foregik et ministerskifte i Østrig-Ungarn, idet fyrst Auersperg afgik, nærmest fordi det tyske liberale parti misbilligede Bosniens tilknytning, og et halvt år senere indtrådte et virkeligt politisk skifte, idet grev Taaffe, der allerede 1867 havde medvirket til ordningen af forholdet til Ungarn og 1870 havde deltaget i forsøget på at få udsoning med slaverne, nu fik det hverv at gentage forsøget. Ministeriet Taaffe (1879—1893) støttede sig efterhånden mere og mere til de klerikale og slaverne. Den sag, der nu trådte i forgrunden hos disse sidste, var kravet om sprogenes ligeberettigelse. Særlig for Böhmen gennemførtes en række love i denne retning — for skolelovenes vedkommende med klerikalt præg — og tyskernes heftige modstand hjalp ikke, da tjekkerne var i flertal i Böhmens landdag. Det blev nu skik, at der i ministeriet ved siden af fagministrene optoges en særlig minister for det polske og det tjekkiske folk. Nye valg til underhuset 1885 forstærkede det ministerielle flertal, og ved gentagne udnævnelser til herrehuset fik ministeriet også overvægten her. I 1886 foreslog tyskerne en administrativ opdeling efter sproggrænsen, med tysk forvaltningssprog i den tyske del, og i den tjekkiske del kun tjekkisk; en tilsvarende ordning skulle træffes for domstolene. Men tjekkerne, som holdt fast ved landets enhed og ved begge landssprogs ligestilling over hele landet, ville ikke gå ind derpå, og tyskerne besluttede sig da 1888 til at udtræde af landdagen, skønt de tidligere stærkt havde dadlet tjekkerne, når de havde taget et lignende skridt. Da Taaffe til sidst havde bragt en art forlig i stand mellem de moderate på begge sider, viste det sig, at de mere yderliggående "ungtjekkere" forstyrrede roen, og da det kom til håndgribeligheder i Prag, blev byen med omegn sat i belejringstilstand. Ungarns bidrag til fællesudgifterne blev forhøjet til 32 %.

### Ministeriet Badeni
I 1882 var gennemført en udvidelse af valgretten, hvad der havde medført en begyndende social lovgivning, men da Taaffe i 1893 ville have en ny valgretsudvidelse gennemført, svigtede de konservative ham, og han måtte gå af. Under et følgende ministerium, Badeni, kom dog en ny valglov, hvorefter der gaves almindelig valgret til 72 nyoprettede mandater, mens census stadig gjaldt til de hidtidige mandater. Ved det derefter følgende valg i marts 1897 kom socialdemokraterne første gang ind i rigsrådet. Tyskernes parti opløstes i 8 smågrupper, slavernes og de klerikales medlemsantal forøgedes stærkt. Badenis hovedopgave var at få en ny overenskomst med Ungarn angående dets bidrag til fællesudgifterne, og for at få et flertal tilvejebragt hertil søgte han at vinde de mandstærke ungtjekkere ved nye sproganordninger for Böhmen og Mähren. Men da disse betød, at enhver embedsmand i regionen skulle beherske tjekkisk, vakte det så meget raseri blandt tyskerne, samt rene skandaler i rigsrådet, at Badeni i november 1897 måtte gå af uden nogen overenskomst med Ungarn.

### Ministerierne Gautsch og Körber
Gautsch, som fulgte efter ham, tog hans anordninger tilbage og udstedte andre i stedet, men de vandt ikke mere bifald og blev tilbagekaldt i 1899. Den senere minister Körber (januar 1900—december 1904) søgte at forsone tyskere og tjekkere, og der blev fremsat forslag til nye sproglove med en deling af Böhmen i 5 tjekkiske, 3 tyske og 2 blandede retskredse; men i rigsrådet fordrede tjekkerne fuld ligestilling for begge sprog over hele Böhmen. Vel lykkedes det Körber at få et i 1901 valgt nyt rigsråd til at vedtage forslag af almennyttig art (jernbane- og kanalanlæg), men den opslidende partikamp med obstruktion snart fra den ene side, snart fra den anden, lammede efterhånden alt frugtbart arbejde, så ikke engang budgetterne kunne vedtages, men måtte ligesom Ungarns andel i fællesudgifterne fastsættes ved nødlove, udstedt af regeringen ifølge forfatningens § 14. Kampen førtes ikke blot mellem tyskere og slavere, også over for jøder, italienere og ungarere var striden stående. Blandt antisemitterne fremhævede nogle særlig det nationale modsætningsforhold til jøderne, og fandt tilslutning i den altyske gruppe, der ønskede det tyske Østrigs forening med Tyskland. Hos andre var bevægelsen mere religiøst farvet, og de kom i høj grad til at præge det kristelig-sociale parti, der under den evnerige wienske borgmester Luegers ledelse fik meget stor indflydelse. Over for italienerne havde Ministeriet Körber indrettet italienske retsforelæsninger ved universitetet i Innsbruck, men de tyske studenter optrådte voldsomt derimod, fordi de regnede det for en krænkelse af deres tyske højskole. Forelæsningerne måtte da standses. Som et naturligt svar på denne hån gjorde italienerne krav på at få et nyt italiensk universitet i Triest, lige som slovenerne samtidig krævede et eget akademi for sig i Ljubljana, og endvidere fremsattes forslag om, at det sydlige (vælske) Tirol skulle skilles fra det nordlige og have en selvstændig stilling. Intet af disse forslag resulterede i andet end at ophidse stemningen yderligere. Kun i Mähren fik man i november 1905 gennemført en ny landdagsordning, hvorved der blev øvet nogenlunde retfærdighed imod både tyskerne og tjekkerne: for 3 af vælgerklasserne foretog man en fuldstændig omlægning af kredsene efter sprogforholdet, så at nogle kredse skulle omfatte lutter tyske og andre lutter tjekkiske vælgere. Over for Ungarn kom foruden kampen om udgiftsoverenskomsten tillige en langvarig strid om kommandosproget i de ungarske hærafdelinger.

### Valgretsreformen 1907
For om muligt at komme ud af al denne forvirring og magtesløshed og for samtidig at opnå et tidssvarende grundlag for en ny politisk udvikling besluttede man sig endelig til et fuldstændigt systemskifte. Man ville forlade den siden 1861 bestående ordning med særskilte vælgerklasser (godsejere, handelskamrene, byboere og landboere) og med stærk begunstigelse af de højeste skatteydere, og derimod lade hele underhuset vælge ved den almindelige valgret, som nu hidtil kun havde været anvendt ved valget af en sjettedel af medlemmerne. Tanken var oprindelig fremsat i Ungarn i august 1905, men det blev ved tilløbet, og i Østrig vaktes derved store betænkeligheder både hos den daværende førsteminister Gautsch og hos de konservative partier, særlig adelen, ja hos kejseren selv, som dog havde tilladt, at planen kastedes ud som et forsøg i Ungarn. Men den engang fremsatte tanke lod sig ikke mere holde tilbage, ikke mindst som følge af socialdemokraternes stærke agitation derfor på folkemøder rundt om i de store byer. De udpræget nationale grupper kunne imidlertid kun vindes, når der sikredes de enkelte folkeslag et passende antal mandater, og således kom den nylig vedtagne ordning for Mähren til at danne grundlaget for hele Østrig-Ungarns valgordning. Ved valgreformlovene af 26. januar 1907 gennemførtes da lige og almindelig valgret, direkte og hemmelige valg, gældende for 6 år. Valgretsalderen blev fastsat til 24 år, valgbarhedsalderen til 30 år. Underhuset fik 516 medlemmer, fordelte med et nærmere fastsat antal medlemmer for hver nationalitet. Herrehuset havde som betingelse for at gå med til reformen fået gennemført, at antallet af de af kejseren på livstid udnævnte medlemmer skulle være mellem 150 og 170, for at sikre sig imod en ændring af husets flertal ved masseudnævnelse af medlemmer.
De første valg efter den nye lov fandt sted i maj 1907 med det resultat, at de kristelig-sociale og socialdemokraterne kom til at indtage de stærkeste stillinger. De kristelig-sociale kom ved tilslutning af de andre klerikale grupper til at beherske rigsrådet. Om efteråret blev kabinettet omdannet i overensstemmelse med den ny partistilling; det kristelig-sociale element blev styrket, og tjekkerne fik to repræsentanter i kabinettet. Man havde håbet, at de nationale modsætninger ville træde tilbage i den lige, almindelige valgrets kammer. Ganske vist lykkedes det også at få en overenskomst med Ungarn vedtaget, hvorefter dettes andel i fællesudgifterne forhøjedes til 36,4%, men da var stridighederne mellem tyskere og tjekkere allerede så småt begyndt på ny, og de skulle vedvare i resten af den tid, riget bestod. I den bøhmiske landdag gjorde tyskerne obstruktion, i rigsrådet tjekkerne, og begge steder måtte forsamlingerne for en tid lukkes. I Prag blev der endog forkyndt standret. Ministeriet Bienerth (1908—1911) fik vel gennemført en ændring i underhusets forretningsorden, hvorved obstruktion blev vanskeliggjort, men mere nåedes ikke i nationalitetskampene under ham. Til striden med tjekkerne kom krav fra ruthenerne i Østgalicien, slovenerne og italienerne om hver sit universitet, henholdsvis i Lemberg, Ljubljana og Triest. Med italienerne fik Bienerth i 1910 et kompromis i stand, hvorefter der skulle oprettes et italiensk retsfakultet, foreløbig i Wien, men med udsigt til inden 4 år at flyttes til det italienske landområde. Tyskerne gik med hertil, men slaverne stillede sådanne betingelser, at intet af universitetsspørgsmålene var kommet sin løsning nærmere, da 1. verdenskrig udbrød. Den herskende klerikalisme lod på forskellig måde den højere undervisning føle sin tunge hånd, hvad der gav anledning til heftige udslag af misfornøjelse fra de liberale studenters side. Grove optøjer fandt sted ved universiteterne i Innsbruck og Graz. Ved samvirken med tyskere og polakker lykkedes det Bienerth at få gennemført loven af 24. april 1911, der nedsatte hærens 3-årige tjenestetid til 2-årig mod større rekrutudskrivning, men da de klerikale ved valget samme år gik stærkt tilbage, og de nu forenede tyske grupper (Deutscher Nationalverband) blev det største parti, gik ministeriet af. Efter det kortvarige Ministerium Gautsch, der til de sædvanlige bekymringer fik at bekæmpe nogle blodige uroligheder i Wien som følge af kødmangel og ualmindelig levnedsmiddeldyrtid, kom grev Stürgkh til roret. Ved nogen eftergivenhed over for slaverne (særligt løfter om kanaler til polakkerne i Galicien) opnåede han regelmæssig budgetvedtagelse og betydelige bevillinger til hæren. I 1913 ophørte landdagen i Prag helt at virke, og der indsattes en af tyskere og tjekker bestående regeringskommission med meget stor myndighed. Den havde et godt praktisk greb på tingene.

### Okkupationen af Bosnien og Herzegovina
I efteråret 1908 fremkaldte den østrig-ungarske udenrigsminister, friherre von Aehrenthal, en europæisk krise, idet han, mens Tyrkiet efter genindførelsen af konstitutionen var travlt beskæftiget med at organisere sig, proklamerede Bosniens og Herzegovinas anneksion samtidig med, at fyrst Ferdinand af Bulgarien erklærede sig for uafhængig zar i oktober 1908. Som vederlag rømmede Østrig-Ungarn Novibazar. Forvandlingen af okkupationen af Bosnien og Herzegovina til en anneksion var et egenmægtigt brud på en international traktat (Berlin-traktaten), idet den fandt sted uden samråd med de andre magter og først bagefter meddeltes disse som en fuldbyrdet kendsgerning. Tyrkiet protesterede ved en følelig boykotning af østrigske varer, hvad der tvang Østrig-Ungarn til at udbetale en større erstatningssum for tyrkiske statsdomæner i Bosnien og Herzegovina. Rusland ville have vestmagterne med til en konference om sagen, hvad Aehrenthal dog vidste at forpurre, og Serbien og Montenegro anså deres stilling for politisk og økonomisk truet, når stormagten ved indlemmelsen af det af serbere beboede Bosnien skød sig ind imellem dem. I tillid til det panslavistisk sindede Ruslands støtte blev disse landes holdning meget udæskende, men med Tyskland ved sin side fik virkelig Aehrenthal omsider den fuldbragte dåd anerkendt af magterne. Aehrenthal blev som anerkendelse for den heldigt gennemførte udvidelse af rigets grænser ophøjet i grevestanden. Serberne syntes dårligt om den stærke indflydelse, Østrig-Ungarn hermed havde fået på Balkan, og da Serbiens landområde og anseelse betydelig forøgedes ved Balkankrigene 1912—13, kunne det med Rusland i ryggen opponere langt kraftigere end hidtil mod Østrig-Ungarn. I Bosnien, hvor serberne ønskede en forening med stammefrænderne, og hvor landdagens flertal var serbisk, var der fra nu af stadig uro, og betydelige troppemasser måtte til for at holde ro og værne grænserne mod Serbien. Under sådanne forhold blev den østrigske tronfølger under et besøg i Bosniens hovedstad Sarajevo myrdet den 28. juni 1914. Da den østrigske regering mente, at serbiske embedsmænd var medskyldige, stillede Østrig-Ungarn Serbien et ultimatum, som den serbiske regering hverken ville eller kunne efterkomme i alle punkter, og i tillid til Rusland nægtede den at gå ind på kravene i deres fulde omfang. Dette var årsag til verdenskrigens udbrud.

### Østrig-Ungarn under første verdenskrig
Trods loyalitetserklæringer fra de slaviske folkeslag turde Sturgkh ikke indkalde rigsrådet, der ikke havde været samlet siden marts, af frygt for, at dets forhandlinger skulle føre til rigets sprængning. Han kunne således uden kontrol gennemføre et hårdt og hensynsløst politi- og militærstyre, der i forening med en stærk agitation fra fjendens side førte til masserømninger fra de tjekkiske regimenter, oprettelse af tjekkiske troppestyrker i de fjendtlige hære og mod regeringen åbenlyst fjendtlige handlinger fra tjekkiske embedsmænds side. Over for de neutrale naboer var stillingen vanskelig. Italien havde erklæret sig neutral; Tripelalliancen krævede jo ikke andet af det. Men dets holdning viste, at neutralitetens vedvaren måtte købes med landafståelser fra Østrig-Ungarns side, og da udenrigsminister Berchtold ikke ville rette sig efter Tysklands råd i den retning, gik han af i januar 1915. De landafståelser, hans efterfølger, baron Burian, tilbød, slog imidlertid ikke til, og Italien erklærede krig i maj 1915. På lignende måde forholdt det sig med Rumænien over for Ungarn, hvis faste modstand mod afståelser førte til Rumæniens indtrædelse i krigen på de allierede vestmagters side i august 1916. Disse nederlag for rigets politik i forbindelse med fortsat hårdhed i det indre styre medførte, at minister Stürgkh blev skudt af venstresocialisten Fr. Adler den 21. oktober. Månedsdagen derefter den 21. november 1916 døde den gamle kejser, og hans brorsøns søn besteg tronen under navnet Karl 1. (1916—18). I disse måneder lededes ministeriet af Körber, der påbegyndte foranstaltningerne mod ernæringsvanskelighederne.
Den nye kejser, der var stærkt påvirket af sin ægtefælle, den entente-venlige bourbonske prinsesse Zita, var ivrig for at fremme de fredsbestræbelser, som allerede havde taget deres begyndelse før hans tronbestigelse. Burian havde søgt at formå Tyskland til sammen med Østrig at stille konkrete fredsforslag, men det førte kun til en almindelig erklæring af 12. december om centralmagternes fredsvillighed. Den bøhmiske adelsmand, grev Czernin, der nu blev udenrigsminister, arbejdede for en fred, hvorved Østrig-Ungarn kunne bestå som stormagt, selv om det måtte gå med til afståelser, men søgte forgæves at få det af militærkredsene beherskede Tyskland med til samme politik. De allieredes svar på fredstilbudet af december 1916 var imidlertid så afvisende, at Østrig-Ungarn om end modvilligt gik med til den uindskrænkede ubådskrig. Også indadtil fik de allieredes svar betydning. Der var blandt andet blevet krævet anerkendelse af de undertrykte folkeslags selvbestemmelsesret. Alle de slaviske folkegrupper afviste denne indblanding i de indre anliggender, og på grundlag af disse tilkendegivelser sammenkaldte førsteminister Clam-Martinitz rigsrådet den 31. maj 1917. Folkegruppernes selvstændighedstrang var imidlertid til trods for ovennævnte erklæringer vokset under krigen. Ministeriet afløstes af Ministeriet Seidler, der satte sig som mål at bygge riget op på grundlag af hver nations selvstændighed som stat, men det var for sent. Fra begyndelsen af 1918 gik bestræbelserne hos hver enkelt nation ud på fuldstændig løsrivelse fra riget. Allerede den 12. januar erklærede de tjekkiske deputerede på et møde i Prag, at deres fremtidige stilling skulle afgøres på den kommende fredskonference, altså som internationalt anliggende, hvad der førte til et krav den 22. januar fra tyskerne i Böhmen om en særlig tysk provins i Böhmen. Den 9. februar sluttede centralmagterne fred med den nye ukrainske stat. Det af østrigerne fra Rusland erobrede Cholm-område blev tildelt Ukraine, hvorover polakkerne, til hvis stat området tidligere havde hørt, følte sig krænket. De afholdt sig fra deltagelse i rigsrådsarbejdet og truede med at hindre levnedsmiddeltilførslen til den øvrige del af Østrig-Ungarn. Den 3. marts krævede ruthenerne i Østgalicien at blive anerkendt som særskilt kronland. Da nu Tyskerne også opstillede deres krav, derunder en deling af Böhmen i tyske og tjekkiske dele, og Seidler gik ind herpå, opstillede et tjekkisk nationaludvalg under ledelse af den nylig frigivne Kramar dagen før rigsrådets sammentræden efter halvanden måneds udsættelse programmet om "en suveræn og uafhængig tjekkoslovakisk stat" den 15. juni, et krav, der førte til Englands anerkendelse af tjekkoslovakerne som en allieret nation den 17. august. Da var Seidler allerede den 22. juli gået af og erstattet med baron Hussarek, der opnåede tilslutning af polakkerne ved at gå bort fra planerne om Galiciens deling, men ellers opnåede han intet.

### Kejserens sidste plan
Imidlertid havde kejseren stadig underhånden virket for fred, blandt andet med sin svoger, prins Sixtus af Bourbon-Parma som mellemmand og kun delvis i forståelse med sin udenrigsminister, Czernin. Denne måtte da efter nogle franske afsløringer om kejserens hemmelige forhandlinger trække sig tilbage den 14. april 1918 og efterfulgtes af Burian, der uden Tysklands medvirkning udsendte en note til alle krigsførende magter om at slutte fred den 14. september. Det førte ikke til noget. Først da Bulgarien havde sluttet våbenstilstand med de allierede den 29. september, og sammenbruddet såvel i Tyskland som i Østrig-Ungarn blev følgen, kom fredsforhandlingerne i gang ved Tysklands og Østrig-Ungarns henvendelse til præsident Wilson den 4. oktober. I samme måned fuldbyrdedes Østrig-Ungarns opløsning. Den 16. oktober udsendte regeringen et manifest om de østrigske (ikke de ungarske!) landes omdannelse til en forbundsstat. Men den 18. kom præsident Wilson’s svar på Østrig-Ungarns note. Det udtaltes heri, at man som følge af de siden januar indtrufne begivenheder ikke kunne blive stående ved den i punkt X af de 14 punkter fremsatte tanke om det størst mulige selvstyre for Østrig-Ungarns folkeslag. Disse tog heraf anledning til i de følgende dage — hvor det ikke allerede var gjort — at oprette nationaludvalg, der provisorisk overtog regeringen. Den 28. erklærede tjekkernes nationaludvalg Tjekkoslovakiet for uafhængigt, dagen efter proklamerede den kroatiske landdag Kroatien for uafhængigt af Ungarn, der erklæredes for republik den 30. I november oprettede ruthenerne staten Vestukraine, den 6. november proklameredes i Krakow en polsk republik. Den 3. november var italienske tropper rykket ind i Trient og gået i land i Triest.
Den 21. oktober havde en nationalforsamling i Wien, den af de tyske medlemmer bestående rest af rigsrådet, proklameret oprettelsen af den tysk-østrigske stat. Den 30. overtog forsamlingen regeringsmagten, og den 12. november erklæredes Tysk-Østrig for en republik. Samtidig afgik den sidste monarkiske statsminister, Lammasch. Dagen før havde kejser Karl erklæret, at han opgav al andel i styrelsen. Østrig-Ungarn var ikke mere.

### Senere skæbne
Under anden verdenskrig led de tidligere tvillingeriger hver sin skæbne. Østrig blev annekteret af Nazityskland i 1938, Ungarn i 1944. De to var dermed den første og den sidste i rækken af Europas besatte lande. Begge havde kæmpet på tysk side under krigen, og begge blev genstand for et opgør præget af den dobbelthed, at de både var nazismens ofre og dens gerningsmænd.